# Patriarcha Wschodnich Indii
Patriarcha Wschodnich Indii – honorowy tytuł katolickiego arcybiskupa  Goa i Damão. Jest on patriarchą mniejszym podobnie jak patriarchowie Wenecji i Lizbony i w odróżnieniu od patriarchów katolickich Kościołów wschodnich we wszystkich sprawach podlega papieżowi oraz posiada znacznie mniejszą autonomię. Tytuł po raz pierwszy nadano w 1886 dzięki wysiłkom Portugalczyków, którzy wówczas kontrolowali Goa. Archidiecezja formalnie straciła status metropolitalny 1 stycznia 1975 roku. 25 listopada 2006 roku Benedykt XVI podniósł znów do rangi metropolii indyjską archidiecezję Goa i Damão. Dotychczas ta kościelna jednostka administracyjna podlegała bezpośrednio Stolicy Apostolskiej. Nowej metropolii została podporządkowana diecezja Sindhudurg.

## Lista patriarchów
1. abp Antonio Sebastião Valente (1886–1908)
2. abp Matheus de Oliveira Xavier (1909–1929)
3. abp Teotonio Emanuele Ribeira Vieira de Castro (1929–1940)
4. kard. José da Costa Nunes (1940–1953)
5. abp José Vieira Alvernaz (1953–1975)
6. abp Raul Nicholau Gonsalves (1978–2004)
7. kard. Filipe Neri Ferrão (od 2004)